# Diospyros monbuttensis
Diospyros monbuttensis är en tvåhjärtbladig växtart som beskrevs av Robert Louis August Maximilian Gürke. Diospyros monbuttensis ingår i släktet Diospyros och familjen Ebenaceae. Inga underarter finns listade i Catalogue of Life.